# Diócesis de Yichang
La diócesis de Yichang o de Ichang (en latín: Dioecesis Iciamensis y en chino: 天主教宜昌教区) es una circunscripción eclesiástica de la Iglesia católica en China. Se trata de una diócesis latina, sufragánea de la arquidiócesis de Hankou. Desde el 30 de abril de 2011 es sede vacante, aunque para el Anuario Pontificio lo está desde el 18 de noviembre de 1950.

## Territorio y organización
La diócesis tiene 28 000 km² y extiende su jurisdicción sobre los fieles católicos de rito latino residentes en parte de la provincia de Hubei.
La sede de la diócesis se encuentra en la ciudad de Yichang, en donde se encuentra la Catedral de San Francisco de Asís.
En 1950 en la diócesis existían 156 parroquias.

## Historia
El vicariato apostólico de Hupeh Sudoccidental fue erigido el 2 de septiembre de 1870 con el breve Quae Christianae rei del papa Pío IX, derivando el territorio del vicariato apostólico de Hupeh (hoy arquidiócesis de Hankou).
El 3 de diciembre de 1924 tomó el nombre de vicariato apostólico de Ichang (Yichang) en virtud del decreto Vicarii et Praefecti de la Congregación de Propaganda Fide.
El 7 de julio de 1936 cedió una parte de su territorio para la erección de la prefectura apostólica de Shashi mediante la bula Ad Catholicum del papa Pío XI.
El 14 de junio de 1938 cedió otra parte de su territorio para la erección del vicariato apostólico de Shinan (hoy diócesis de Shinan).
El 11 de abril de 1946 el vicariato apostólico fue elevado a diócesis con la bula Quotidie Nos del papa Pío XII.
El 16 de julio de 1949 el Partido Comunista de China capturó Yichang, se impuso en la guerra civil y proclamó la República Popular China el 1 de octubre de 1949. El 4 de septiembre de 1951 China comunista expulsó al nuncio apostólico Antonio Riberi y la Santa Sede continuó reconociendo a la República de China en Taiwán como el legítimo gobierno chino. Todos los misioneros extranjeros fueron expulsados de China comunista en 1952, entre ellos el obispo Noël Gubbels.
La Asociación Patriótica Católica China fue creada con el apoyo de la Oficina de Asuntos Religiosos de la República Popular de China en 1957, con el objetivo de controlar las actividades de los católicos en China. Su nombre público es Iglesia católica china y es referida como la "Iglesia oficial" en contraposición a la "Iglesia subterránea" o "Iglesia clandestina" leal a la Santa Sede.
El 15 de agosto de 1959 Paul Francis Zhang Mingqian fue consagrado obispo de Yichang, uno de los primeros obispos chinos elegidos y ordenados sin el consentimiento de la Santa Sede. Gobernó la diócesis hasta su muerte el 24 de julio de 2005. 
En el período de 1966 a 1976 la Revolución Cultural se ensañó especialmente contra la religión, destruyéndose numerosas iglesias y cesaron todas las actividades religiosas en la diócesis. La diócesis reasumió sus actividades en la década de 1980.
Paul Francis Zhang Mingqian fue sucedido el 30 de noviembre de 2007, después de dos años de sede vacante, por Francis Lu Shouwang, que ya administraba la diócesis desde finales de los años 1990 debido a la enfermedad del obispo Zhang Mingqian. Lu Shouwang falleció repentinamente a la edad de 45 años debido a pancreatitis aguda el 30 de abril de 2011.
El 22 de septiembre de 2018 se firmó en Pekín el Acuerdo provisional entre la Santa Sede y la República Popular de China sobre el nombramiento de los obispos. El 22 de octubre de 2020 el acuerdo fue prorrogado por otros dos años y en octubre de 2022 por otros dos años más. La oficialización de Jin Yangke como obispo de Ningbo (en el marco del acuerdo de 2018 entre China y la Santa Sede) llegó el 18 de agosto de 2020.
Debido a la situación particular de la Iglesia católica en China, la Santa Sede no nombra obispos para las diócesis chinas, que son sedes oficialmente vacantes incluso en presencia de obispos reconocidos por Roma.

## Estadísticas
Según el Anuario Pontificio 2002 la diócesis tenía a fines de 1950 un total de 15 078 fieles bautizados.
| Año                                                                             | Población            | Población | Población      | Sacerdotes | Sacerdotes    | Sacerdotes    | Bautizados por sacerdote | Diáconos permanentes | Religiosos | Religiosos | Parroquias |
| Año                                                                             | Bautizados católicos | Total     | % de católicos | Total      | Clero secular | Clero regular | Bautizados por sacerdote | Diáconos permanentes | Varones    | Mujeres    | Parroquias |
| ------------------------------------------------------------------------------- | -------------------- | --------- | -------------- | ---------- | ------------- | ------------- | ------------------------ | -------------------- | ---------- | ---------- | ---------- |
| 1950                                                                            | 15 078               | 5 000     | 0.3            | 57         | 15            | 42            | 264                      |                      |            | 77         | 156        |
| Fuente: Catholic-Hierarchy, que a su vez toma los datos del Anuario Pontificio. |                      |           |                |            |               |               |                          |                      |            |            |            |

Según algunas fuentes estadísticas (el sitio de las Misiones Extranjeras de París) en 2011 la diócesis contaba circa 30 000 fieles con 24 sacerdotes y 12 religiosas.

## Episcopologio
- Alessio Maria Filippi, O.F.M. † (25 de enero de 1876-22 de noviembre de 1888 falleció)
- Benjamin Christiaens, O.F.M. † (13 de febrero de 1889-1899 renunció)
- Théotime Matthieu Verhaehen, O.F.M. † (27 de abril de 1900-19 de julio de 1904 falleció)
- Modest Everaerts, O.F.M. † (24 de diciembre de 1904-27 de octubre de 1922 falleció)
- Johannes Trudo Jans, O.F.M. † (13 de diciembre de 1923-9 de septiembre de 1929 falleció)
- Noël Gubbels, O.F.M. † (25 de marzo de 1930-18 de noviembre de 1950 falleció)
  - Sede vacante (1950-1959)
  - Paul Francis Zhang Mingqian † (15 de agosto de 1959-24 de julio de 2005 falleció)
  - Sede vacante (2005-2007)
  - Francis Lu Shouwang † (30 de noviembre de 2007-30 de abril de 2011 falleció)